# Mike Cuozzo with the Costa-Burke Trio
Mike Cuozzo with the Costa-Burke Trio è un album di Mike Cuozzo con il trio di Eddie Costa e Vinnie Burke, pubblicato dalla Jubilee Records nel 1956. 

## Tracce
Lato A
1. Fools Rush In – 4:42 (Johnny Mercer, Rube Bloom, Bregman)
2. Lover Man – 4:38 (James Edward Davis, Jimmy Sherman, Roger J. Ramirez)
3. Ten A.M. – 4:51 (Vinnie Burke)
4. That Old Feeling – 4:25 (Sammy Fain, Lew Brown)

Durata totale: 18:36
Lato B
1. I Cover the Waterfront – 3:48 (Edward Heyman, John W. Green)
2. Easy to Love – 4:09 (Cole Porter)
3. Blue Jeans – 7:05 (Vinnie Burke)
4. Bounce for Mike – 5:18 (Vinnie Burke)

Durata totale: 20:20

## Musicisti
- Mike Cuozzo - sassofono tenore
- Eddie Costa - pianoforte
- Vinnie Burke - contrabbasso
- Nick Stabulas - batteria